# Savate

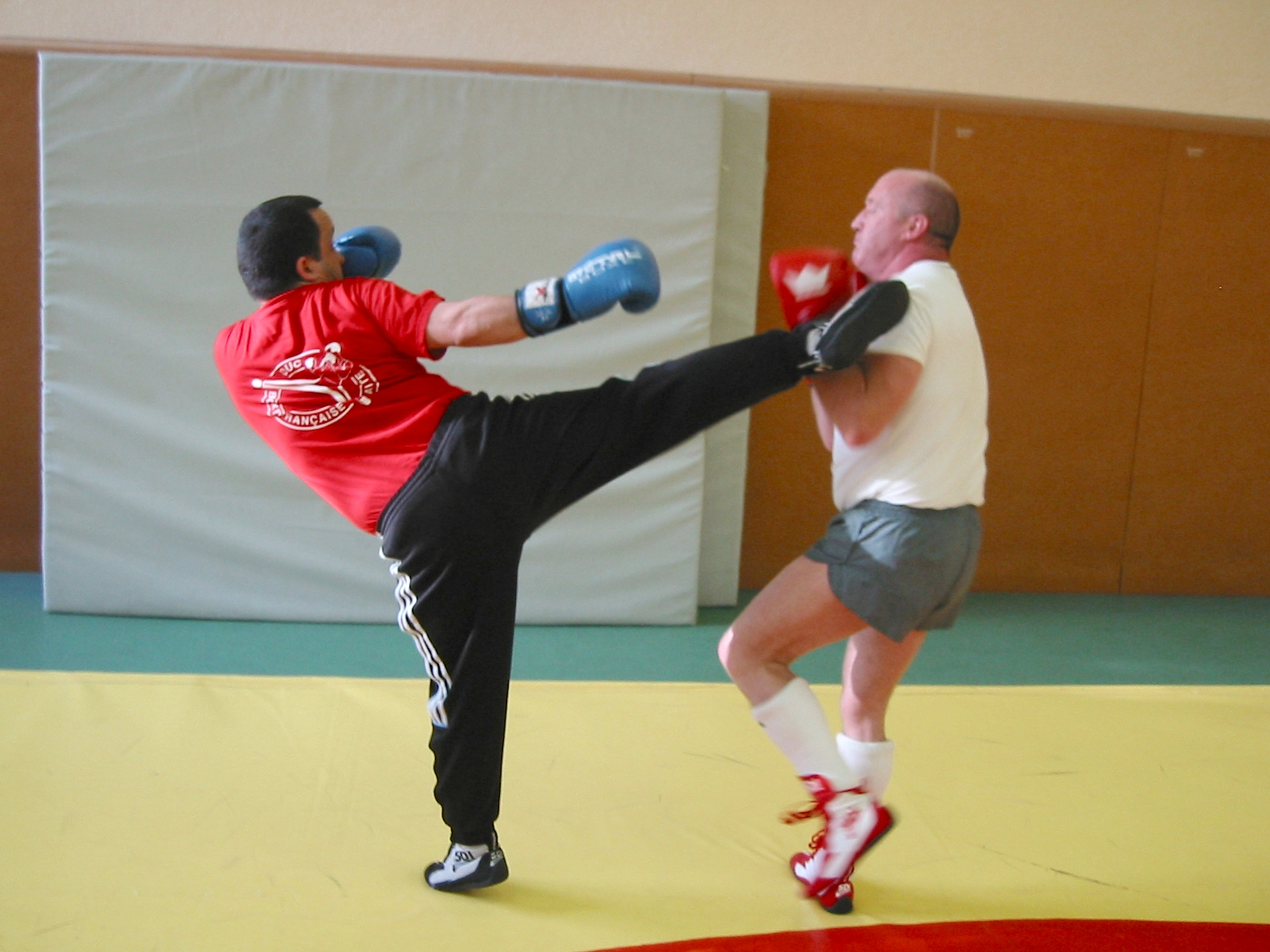
Savate

Savate är en fransk kampsport också känd under namnet Boxe française. 
Savate utövas i en boxningsring med handskar, skor och en speciell dräkt, en så kallad integral. Färgen på handskarna anger vilken nivå en boxare står på. Blå, grön, röd, vit, gul, silver och silver/brons. Under matcher har man tre domare och en ringdomare precis som i "vanlig" boxning.
Savaten innehåller även stilarna Canne de combat och forms (liknande boxercise eller boxaerobic).

## Nivåer
Man tävlar idag på tre nivåer:
- Assaut: semikontakt med fokus på teknik.
- Pre-combat: fullkontakt med skydd i form av skenbensskydd och hjälm.
- Combat: endast tandskydd och suspensoar är tillåtna skydd.

## Tillåtna slag och sparkar

### Fottekniker
- Fouetté (roundhouse kick), hög, mellan eller låg
- Chassé (stötande spark, sidspark eller frontspark), hög, mellan eller låg
- Revers (hook- eller halvmånespark där sulan på skon är kontaktyta)
- Coup de pied bas (svep), låg

Alla sparkar kan också utföras som snurr- eller hoppsparkar.

### Handtekniker
- Direct bras avant (jab)
- Direct bras arrière (cross)
- Crochet (krok)
- Uppercut

De tillåtna slagen är de samma som i engelsk (vanlig) boxning.

## Otillåtna slag och sparkar
Sparkar eller slag mot baksidan av kroppen eller baksidan av huvudet är inte tillåtna. Det är inte tillåtet att blockera sparkar med benen som i exempelvis thaiboxning men man får trampa eller sparka ner sparkar så länge man gör det med foten. Svepningar är tillåtna, men i övrigt inget clincharbete. Knä- och armbågsslag är inte tillåtna i modern savate även om sådana tekniker finns beskrivna i den ursprungliga savaten.

## Historik
Den franske fäktaren Michel Casseux öppnade den första träningslokalen 1825 och lärde där ut traditionell fäktning och den nya stilen savate.
Genom att samla tekniker använda av Marseilles hamnbusar (chausson) och Paris' gangstrar (savate) skapades en första standard för savate. Många bland dåtidens överklass tränade självförsvar i Casseuxs lokaler, bland dem Charles Lecour.
Charles Lecour såg de begränsningar som fanns i Casseuxs system efter att ha förlorat en match mot den engelske boxaren Owen Swift. Åren 1830-1840 kompletterade han med slagtekniker från engelsk boxning.
År 1848 började Joseph Charlemont, en annan fransk fäktare, träna savate och tack vare sin fysik började han snabbt utmärka sig i den franska boxningsvärlden. Charlemont flyttade så småningom till Belgien och gav där tillsammans med sin son Charles ut den första boken om savate som innehöll standardiserade tekniker och ett regelverk baserat på Queensberryreglerna inom den traditionella boxningen. Detta utgör än i dag basen för modern savate. 
Mot slutet av 1800-talet återvände Charlemont till Frankrike och startade "Société des Boxeurs Français" den första föreningen för fransk boxning, savate. I sin roll som idrottsledare och aktiv boxare hade han vid 1900-talets början gjort en självförsvarssport med över 100.000 utövare av det som tidigare varit våldsverktyg för hamnbusar och gangstrar.
Två världskrig, en vridning mot de olympiska grenarna under hela 1900-talet och avsaknaden av en nationell organisation gjorde dock att man vid andra världskrigets slut hade endast 500 aktiva utövare.
På 1960-talet associerade man sig dock med det franska judoförbundet och detta tillsammans med savateträning i de franska skolornas gymnastikklasser ledde till att sporten väcktes till liv på nytt.
Åren från 1975 och framåt har inneburit en återfödelse för Savate/Boxe française och utvecklingen har gått framåt väldigt mycket särskilt i tävlingssammanhang. Numera är Boxe Francaise Savate en modern kampidrott med ett väl utvecklat tävlingssystem där man i Frankrike kan börja tävla redan vid 8 års ålder och sedan finns det gott om både lokala, regionala och nationella tävlingar. Internationellt har antalet tävlingar också ökat under de senaste åren, framförallt på assautsidan men också när det gäller combat. 
Många savateutövare hävdar sig väl i andra kampidrotter såsom kick- och thaiboxning och särskilt inom kickboxningen finns en stor mängd savateutövare som tagit VM-, EM- och andra titlar.